# Максуди, Садри
Садретди́н Низаметди́нович Максу́дов (Садри Максуди́, тат. Sadri Maqsudi, Sadretdin Nizametdin ulı Maqsudov; Садри Максуди, Садретдин Низаметдин улы Максудов, тат. صدر الدين نظام الدين اوغلی المقصودی, тур. Sadri Maksudi Arsal) (23 июля (4 августа) 1878, Казанская губерния, Российская империя — 20 февраля 1957, Стамбул, Турция) — российский, а впоследствии турецкий юрист, государственный и общественно-политический деятель. Член Государственной Думы второго и третьего созывов от Казанской губернии.

## Биография
Родился в семье татарского муллы в деревне Ташсу Казанского уезда Казанской губернии (ныне Высокогорский район Татарстана, Россия). Происходил из казанских татар. С 1888 года учился в медресе Апанаева в Казани. В 1893 году в течение года учился в бахчисарайском медресе Исмаила Гаспринского, где в это же время преподавал его старший брат Ахмедхади Максуди. После смерти их отца братья в 1894 году возвращаются в Казань, где Ахмедхади пишет прошение о зачислении своего младшего брата в русскую учительскую школу, которую Садретдин закончил в 1901 году. По совету крымскотатарского интеллектуала Исмаила Гаспринского отправился во Францию, где в 1901—1906 годах учился на юридическом факультете Парижского университета, и получил степень кандидата права. В первое время во Франции жил крайне бедно, но впоследствии стал работать корреспондентом парижской газеты и сам читал лекции о мусульманах в России и больше не нуждался.

### Российский политик

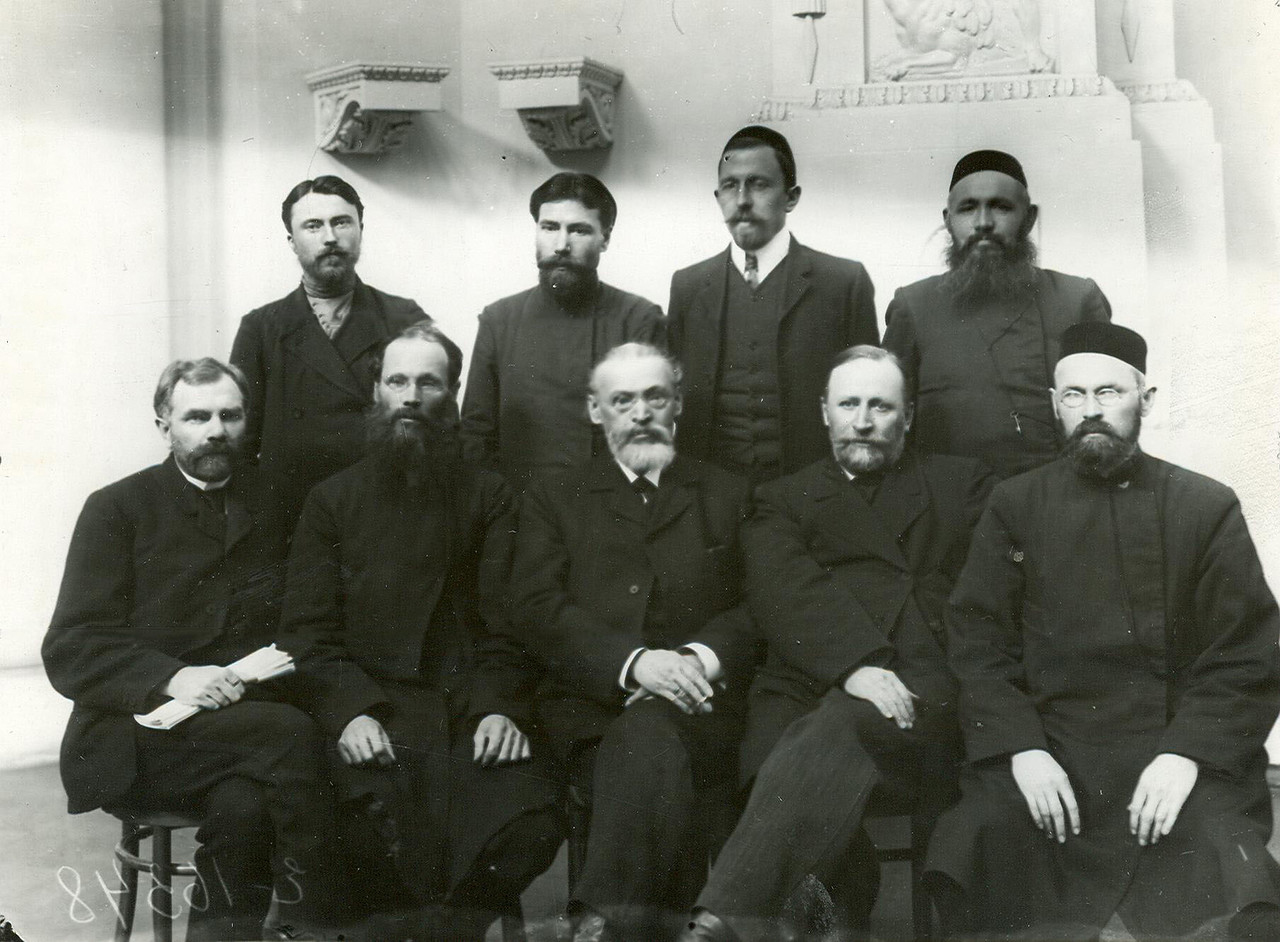
Группа депутатов II Государственной Думы от Казанской губернии. Стоят: Г. И. Петрухин, А. Ф. Фёдоров, С. Н. Максудов, Г. М. Мусин; сидят: З. М. Таланцев, М. В. Батуров, М. Я. Капустин, Д. А. Кушников, С. Т. Максютов.

В 1906 году вернулся в Казань. Включился в политическую жизнь, был избран в созданный в ходе 3-го Всероссийского мусульманского съезда (Нижний Новгород, август 1906) ЦК партии «Иттифак аль-Муслимин». Депутат второй Государственной Думы от Казанской губернии. Был избран членом бюро думы, участвовал в поездке делегации Думы в Англию. После роспуска второй думы был избран в Думу третьего созыва. Лидер партии кадетов П. Н. Милюков в своей речи в Думе 4 декабря 1909 года, обращаясь к правым, говорил:

Член Думы Максудов, мусульманин и татарин вам говорит: «Я чувствую себя русским, я русский!», а вы отвечаете: «Забудьте, что вы русский, потому что того что вам нужно, чтобы любить Россию, мы вам не дадим!».
В 1910 году совершил поездку в Поволжье, на Урал, в Туркестан, на Кавказ для ознакомления населения с деятельностью Думы и мусульманской фракции. В четвёртый созыв Думы не был избран и вернулся в Казань, где занимался адвокатской практикой.

### Во время революции

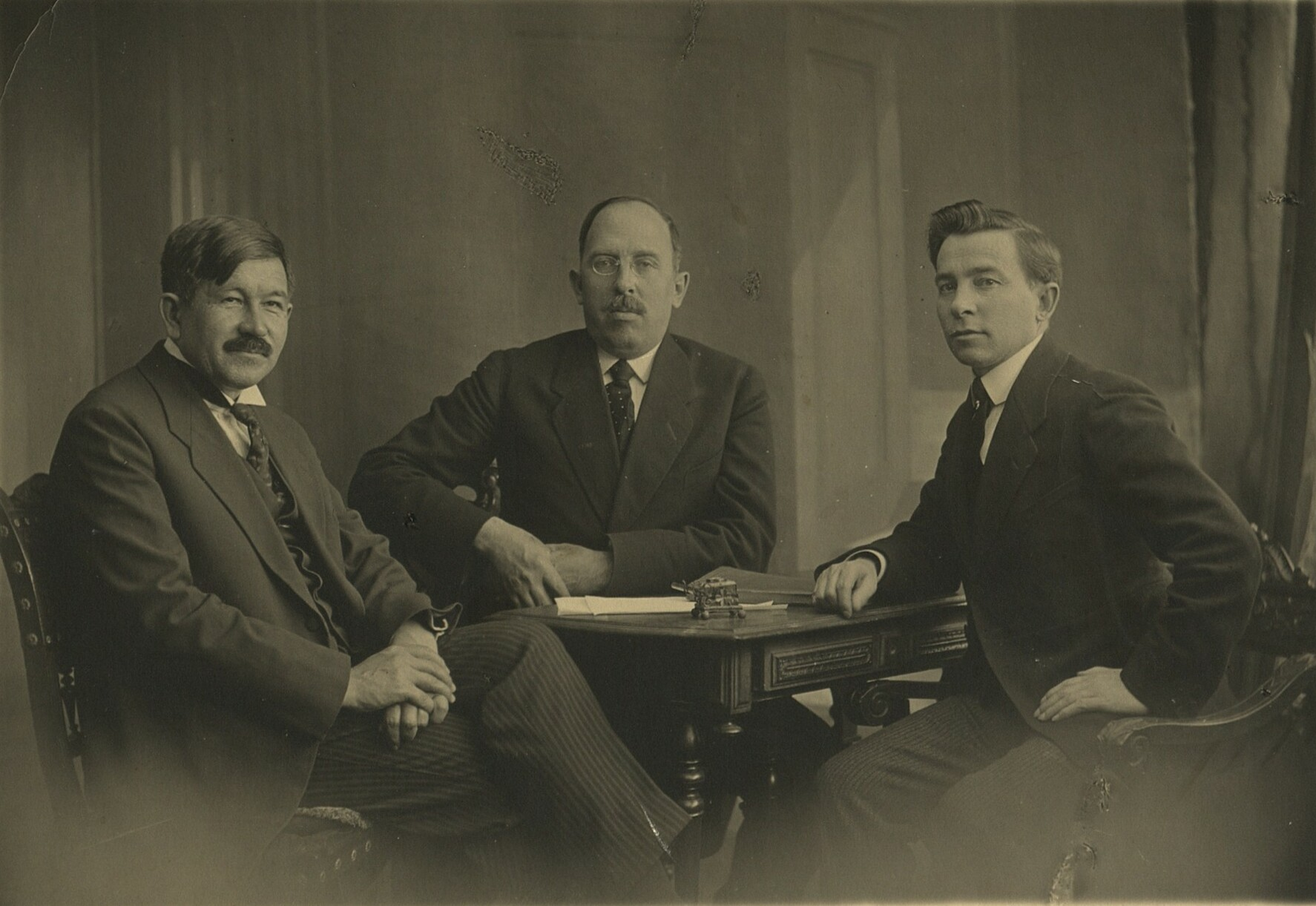
Лидеры татарского национального движения — Гаяз Исхаки, Садри Максуди, Фуад Туктаров

После Февральской революции член Казанского мусульманского комитета (создан 7 марта), член Временного центрального бюро российских мусульман, участвовал в нескольких съездах российских мусульман в Казани. Был избран членом Икомус (Исполнительного комитета Всероссийского мусульманского совета). В конце 1917 года был избран во Всероссийское учредительное собрание в Самаркандском избирательном округе по списку № 2 (мусульманские организации Самаркандской области).

### ШтатИдель-Урал
5 января 1918 года Садри Максуди был избран председателем Милли Идарэ, органа национально-культурной автономии мусульман тюрко-татар Внутренней России и Сибири.
После захвата территории Казанской и Уфимской губерний большевиками эмигрировал в Финляндию.

### В эмиграции

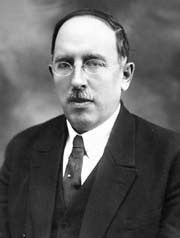
Садри Максуди, 1930-е

Позднее выехал на Версальскую конференцию и остался во Франции в эмиграции. Преподавал в Сорбонне историю тюрок.
В 1924 году совершил поездку с курсом лекций в молодую Турецкую республику. Был приглашён Ататюрком участвовать в строительстве новой Турции.

### В Турции
Был одним из основателей юридической школы в Анкаре. Много лет преподавал там, а затем в Стамбульском университете. Играл важную роль в создании общества изучения турецкого языка и общества изучения турецкой истории. Был автором многих трудов по истории и философии права. Трижды был членом турецкого парламента, в 1931—1935, 1935—1939 и 1950—1954 гг. Также был членом турецкой делегации в Лиге Наций.
Умер в 1957 году. Был женат на Камиле Рамеевой, дочери золотопромышленника Шакира Рамеева, её дядя татарский поэт Закир Дэрдменд. Одна из его дочерей — Адиля Айда, была первой женщиной-дипломатом Турции, впоследствии стала сенатором, автор книги о своём отце и монографии об этрусках. Внучка Садри Максуди, Гёнюль Пултар, живёт в Турции, доктор филологии, сейчас возглавляет Всемирную лигу татар. Её сестра Гюльнур Учок занята в экономической сфере. Ещё один внук, Али Вахит Турхан, профессор политологии, заведующий кафедрой Муниципального управления Университета Мармара, в Стамбуле.

## Память
7 декабря 2016 года в Казани в сквере Стамбул открыт памятник.

## Сочинения

### Книги
- Maksudi S. 1898. Maişet, Kazan. İkinci baskı: 1914.
- Maksudi S. 1912. İngiltereye Seyahat, Kazan.
- Maksudi S. 1927. Hukuk Tarihi Dersleri, Ankara: Ankara Hukuk Fakultesi Yayınları. Лекции по истории права
- Maksudi S. 1928. Türk Hukuk Tarihi, Ankara: Ankara Hukuk Fakultesi Yayınları.
- Maksudi S. 1930. Türk Dili İçin, Ankara: Türk Ocakları Yayınları.
- Maksudi S. 1933. İskitler-Sakalar, Ankara: Türk Tarihinin Anahatları Serisi, No. 5.
- Maksudi S. 1934. Orta Asya Türk Devletler, Ankara: Türk Tarihinin Anahatları Serisi, II, No. 19.
- Maksudi S. 1937. Hukukun Umumi Esasları, Ankara: Ankara Hukuk Fakultesi Yayınları. общие принципы права
- Maksudi S. 1941. Umumi Hukuk Tarihi, Ankara: Ankara Hukuk Fakultesi Yayınları. İkinci baskı: 1944. Üçüncü baskı: 1948.
- Maksudi S. 1946. Hukuk Felsefesi, İstanbul: İstanbul Hukuk Fakültesi Talebe Cemiyet Yayınları.
- Maksudi S. 1947. Türk Tarihi Ve Hukuk, İstanbul: İstanbul Hukuk Fakültesi Yayınları.
- Maksudi S. 1955. Milliyet Duygusunun Sosyolojik Esasları, İstanbul. İkinci baskı: 1975. Üçüncü baskı: 1979.
- Maksudi S. 1940. Teokratik Devlet ve Laik Devlet, İstanbul — İstanbul Üniversitesi Yayınları.
- Maksudi S. 1940. İngliz Amme Hukukunun İnkişafı Safhaları, İstanbul — İstanbul Hukuk Fakültesi Yayınları.
- Maksudi S. 1945. Farabi’nin Hukuk Felsefesi, İstanbul — İstanbul Hukuk Fakültesi Yayınları.
- Maksudi S. 1947. Kutadgu-Bilig, İstanbul — İstanbul Hukuk Fakültesi Yayınları.